# Edoardo Suarez
Edoardo Suarez (Napoli, 7 aprile 1869 – Vallone di Foxi, 29 giugno 1916) è stato un militare italiano, colonnello dei bersaglieri e insignito della medaglia d'oro al Valor Militare.

## Biografia
Ex-allievo della Scuola Militare Nunziatella, si conosce poco della sua carriera nel Regio Esercito. È certo che dopo la Nunziatella frequentò l'Accademia militare di Modena, da cui uscì con il grado di sottotenente e venne destinato al 2º Reggimento bersaglieri. Con il suo reparto partecipò alla Guerra d'Eritrea nel 1895 ed alla Campagna di Libia nel 1911.
Fu successivamente nominato comandante del 217º Fanteria, appartenente alla Brigata Volturno.
La Volturno era stata formata il 23 marzo 1916 dall'unione del 217º e 218º Fanteria, entrambi costituiti all'inizio del dicembre 1915 e provenienti dai depositi del 19º e del 15º Fanteria, rispettivamente.
Inquadrata nella 10ª Divisione, la Volturno arrivò in zona d'operazioni in due momenti successivi, il 16 febbraio 1916 il 217º, ed il 23 marzo il 218º. Il primo dislocamento della brigata fu la zona compresa tra Barazzeto, Mereto di Tomba, Nogaredo di Corno e Plasencis.
Il 18 e 19 aprile successivi, la brigata partì in treno dalle stazioni di Codroipo e Pasian Schiavonesco verso Bassano del Grappa e vi rimase per quasi un mese, fino al 16 maggio successivo. Il 17 maggio riprese a muoversi verso la Val Leogra effettuando una prima tappa tra Primolano, Fastro, Carpané, Cismon del Grappa e San Gaetano. Giunta a destinazione il 18 maggio, il giorno dopo si divise in due, con il 218º Fanteria che entrò immediatamente in zona d'operazioni schierando il I e II battaglione nel vallone di Foxi, in posizione di difesa del Col Santo ed il III sul monte Pasubio. L'infuriare dei combattimenti su quest'ultima altura richiese presto l'intervento del 217º, il quale schierò il II battaglione tra il Monte Pasubio ed il Corno di Pasubio, il I battaglione si attestò su quest'ultimo ed il III battaglione rimase di riserva.
La Volturno respinse gli attacchi nemici fino al 24 maggio sera, e durante la notte successiva riallocò il 217º Fanteria sul colle di Xomo, mentre la posizione precedente fu tenuta dal 71º Fanteria. Il 28 maggio la Volturno ricevette ordini di portarsi in Vallarsa in sostituzione della brigata Verona, ma mentre si apprestava ad eseguire il movimento, la linea tenuta dal 219º, tra la val Bettale ed il pianoro di Maso, fu sfondata. Di conseguenza, il 217º fu inviato a riconquistare la posizione. Due attacchi successivi, eseguiti tra il 28 ed il 29 maggio, nonostante avessero sortito risultati inizialmente confortanti, non riuscirono a stabilizzare la linea di fronte. In aggiunta a ciò, il 217º subì gravi perdite, quantificabili in 26 ufficiali e 662 tra graduati e soldati.
Nonostante i numerosi caduti, il 217º rimase sulla linea del fronte sui Sogli di Campiglia fino al 20 giugno, svolgendo azioni di disturbo al comando della brigata “Sele”. Rilevato dall'80º Fanteria, fu messo successivamente in posizione di riserva divisionale fino al 24, prima a San Antonio, e poi in linea tra Pian delle Fugazze e Malga del Cornetto.
Il 26 giugno il comando di brigata ricevette ordine di muoversi verso la Vallarsa, dato che il nemico sembrava voler abbandonare quelle posizioni. Il 217º, insieme con altri reparti di diversa origine, si mosse in avanscoperta. Accolto all'altezza di Chiesa da fuoco di artiglieria, che si intensificò in prossimità di Val Foxi, il 217º avanzò con difficoltà. Il 27 si mosse più profondamente lungo la Valle di Foxi, avendo come obiettivo le alture tra monte Testo e monte Corno. Raggiunto il Boale Zocchi, il 217º mosse all'assalto delle posizioni nemiche sotto violente scariche di fucileria. Constatata l'impossibilità di aver ragione del nemico, fortemente trincerato, il reparto ridiscese l'altura, sempre sotto il fuoco. Il 28 giugno l'assalto fu ritentato, e questa volta la cima del Boale Zocchi venne raggiunta e mantenuta fino al giorno successivo. La posizione si rivelò tuttavia presto insostenibile, e nonostante l'accanita resistenza, il 217º fu costretto una volta di più a ripiegare alla base delle alture del fianco destro della valle di Foxi, lasciando solo una linea di posti avanzati a quota 1.007 metri. In queste circostanze (29 giugno 1916) il colonnello Suarez cadde sul campo.
Per il comportamento tenuto alla testa del suo reparto, gli fu tributata la Medaglia d'Oro al Valor Militare, che si aggiunse alle due Medaglie d'Argento al Valor Militare precedentemente assegnategli. Il suo nome è ricordato insieme a quello di altre 14 medaglie d'Oro al Valor Militare (tra cui un altro ex-allievo della Nunziatella, il tenente Umberto Cerboni) sulla Strada degli Eroi, una via del monte Pasubio.
A lui è dedicata una via del quartiere Arenella di Napoli, in cui il nome è riportato con la grafia Eduardo. La stessa grafia è utilizzata in una targa marmorea a lui intitolata, posta al civico 147 di via Riviera di Chiaia a Napoli.